# 斉藤安弘のオールナイトニッポン
斉藤安弘のオールナイトニッポン（さいとうやすひろのオールナイトニッポン）は、ニッポン放送の深夜番組「オールナイトニッポン」で1967年10月3日～1972年6月27日及び1973年7月5日～1974年3月28日にかけて放送されていたラジオ番組。

## 概要
1967年より、現在も放送されているオールナイトニッポンの初代のひとつ。他には糸居五郎、今仁哲夫、高岡尞一郎、常木建男、高崎一郎らが担当した。
- 斉藤は、アナウンサーということもあり、喋り口調に特出するようなものはなく、リスナーからのリクエストの紹介を交えながら楽曲を紹介するスタイルであった。選曲は、和洋混合でオールジャンルであった、ハードロックなどヘビーなものは少なかった。
- 特出するものとしては、リスナーの創作したフィクション（物語）を斉藤自身が朗読するというコーナーがあった。総じて喜劇的な作品が紹介され、その当時のオールナイトニッポンのパーソナリティを登場人物とするものも多かった。また、その内容としては何故か「トイレネタ」が多く、「黄色い」云々という言葉が多出した。斉藤本人曰く『当時は「下ネタはやらないように」というお達しがあったので、同じシモものならトイレの話にしようかと思った』とのことである[2]。代表作としては「黄色い鯨」（「白鯨」のパロディ）が挙げられる（「黄色い鯨」は、後に発売されたオールナイトニッポンのレコードアルバム「おみその海賊船」にも、要約が収録された）。また、洋式便器型の灰皿など、トイレ型グッズが番組宛に贈られて来たことがあった[3]。
- この他、斉藤の個人的な趣味である飛行機の話を頻繁にしていたこともあり、これに呼応するかのようにリスナーから飛行機のグッズが贈られて来たこともあった[3]。
- 遅い時間帯には「3分間ディスクジョッキー」というコーナーもあり、送られてきたアマチュア・ディスクジョッキーの録音テープをそのまま放送した。テープを放送した後、斉藤が専門的立場から真面目に論評するというものであった。中には投稿者であるアマチュア・ディスクジョッキーの本人宅へのリクエストハガキの募集（住所の番地までの告知）なども含まれていたが、当時は編集や削除することなくそのままオンエアに使用されていた。
- ザ・フォーク・クルセダーズの『イムジン河』を、この曲が発売中止・放送自粛となった後にオンエアしたことがあったが、斉藤は発売前にもらっていたサンプル盤を音源回収の指示があった後にも隠し持っていて、本人曰く「いい曲が政治的圧力によって葬り去られるのが我慢ならなかったから、（そのサンプル盤を）かけた」とのことで、局の上層部に聴かれるのを恐れて午前4時台にかけたという[4]。
- CM前後のジングルには「ビバーヤング、パヤパヤ」の他に「オールナイートニーッポン、アンコー」「オールナイートニーッポン、アンコーさーん」「オールナイートニーッポン、フライデー」（いずれもスリー・グレイセス）が用いられた。なお、このジングルは後に放送されたエバーグリーンでもフライデー以外のバージョンが使用された。
- 1970年6月30日(火)深夜の放送では、オールナイトニッポンが全国ネットを開始（クレジットの読み上げでは、札幌STVラジオ・静岡放送・ラジオ大阪）。　記念放送として当時の月曜から土曜までのパーソナリティが勢揃いした。（月曜深夜・糸居五郎、水曜深夜・高岡尞一郎、木曜深夜・天井邦夫、金曜深夜・今仁哲夫、土曜深夜・亀渕昭信）

## パーソナリティ
- 斉藤安弘 （ニッポン放送アナウンサー）

## 放送時間
- 毎週火曜日 25:00 - 29:00 （水曜未明1:00 - 5:00）※1967年10月3日～1972年6月27日
- 毎週木曜日 25:00 - 29:00 （金曜未明1:00 - 5:00）※1973年7月5日～1974年3月28日

## 注
1. ↑  オールナイトニッポンエバーグリーン最終回の放送内でのお便りで「1972年6月28日、74年3月29日、そして2009年の3月27日、3度目のオールナイトニッポン最終回を迎えます(すべて暦の日付)。その通りですね。」と発言されている。
2. ↑  サンケイスポーツ 2007年10月20日付芸能面『「ビタースウィートサンバ」が青春だった 23』より
3. 1 2  CD『オールナイトニッポン 「RADIO DAYS」 Sweet Hits』ブックレットより。
4. ↑  サンケイスポーツ 2007年10月27日付芸能面『「ビタースウィートサンバ」が青春だった 24』より